# Octaacétate de saccharose
L’octaacétate de saccharose est un composé chimique dérivé du saccharose utilisé dans diverses industries, principalement pour son goût amer, comme agent répulsif, agent d'aversion ou amérisant.

## Structure et propriétés
L'octaacétate de saccharose est un ester acétylé du saccharose où les huit groupements hydroxyles sont estérifiés par des groupements acétyles.
Il est faiblement soluble dans l'eau et très soluble dans l'éthanol.
L'octaacétate de saccharose n'a pas d'odeur, mais possède un goût amer intense du même ordre que la brucine et la quassine. Le seuil de détection moyen de l'amertume chez l'homme est de  4,0 µM (0,25 à 16,0 µM) ou 10ppm. 
Les rats le préfèrent à la quinine.

## Applications
L'octaacétate de saccharose est autorisé par la FDA comme additif alimentaire et est utilisé comme composant d'arôme (numéro Fema GRAS 3038). 
Son niveau d'utilisation idéal dans les aliments se situe entre 1 ppm et 10 ppm suivant les catégories d'aliments.
Depuis 2005 aux États-Unis, l'octaacétate de saccharose est reconnu comme  un ingrédient sans danger dans les pesticides.
Une autre utilisation de l'octaacétate de saccharose est la production de vernis à ongles amer pour lutter contre la manie de se ronger les ongles (onychophagie).
L'octaacétate de saccharose est utilisé comme dénaturant de l'éthanol et dans les produits pharmaceutiques contenant de l'éthanol
L'octaacétate de saccharose est utilisé dans l'industrie des cosmétiques comme agent masquant et dénaturant.
Ce composé est aussi utilisé pour différencier les souris super-goûteuses des normales ou bien dans l'étude du comportement vis-à-vis de l'amertume .
Dans un autre registre, l'octaacétate de saccharose rentre dans la composition des adhésifs, matériaux plastiques et laques.

## Production
L'octaacétate de saccharose peut être synthétisé à partir de saccharose de deux façons : soit par chauffage d'une solution de saccharose avec de l'acétamide et de l'acétate de sodium ou bien par acétylation du saccharose avec de l'acide acétique et d'anhydride acétique en présence de chlorure de zinc.